# 毛絨玩具

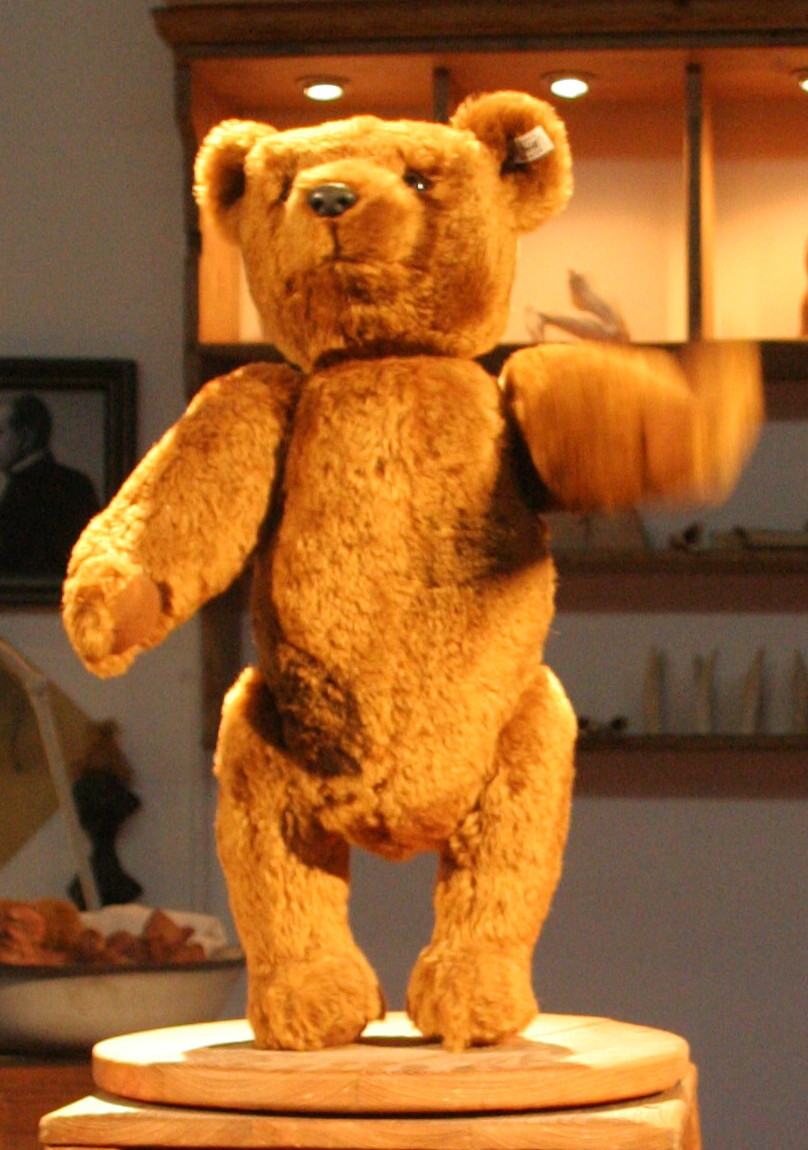
玩具熊

絨毛玩具或填充玩具，是以毛绒面料及其他纺织材料包裹各种填充物而制成的，具有軟绵绵、毛絨絨可愛造形的填充玩具。通常做成动物的形象，但也有人形的絨毛玩具。
動畫、卡通和漫畫人物都是受歡迎的題材。泰迪熊可能被視為是一種絨毛玩具，但因製造材質而異並不是所有的泰迪熊都是絨毛玩具。
絨毛玩具常被放在抓物機中，在家居装饰中也会经常见到。

## 历史
第一件填充玩具是一只毡毯大象，最初是作为刺绣垫销售的，由德国Steiff公司于1880年制造。 Steiff公司采用了新开发的室内装饰技术来制造其填充玩具。 1892年，Ithaca Kitty成为美国首批大规模生产的填充动物玩具之一，以Arnold Print Works的印花布上印有“The Tabby Cat”销售。

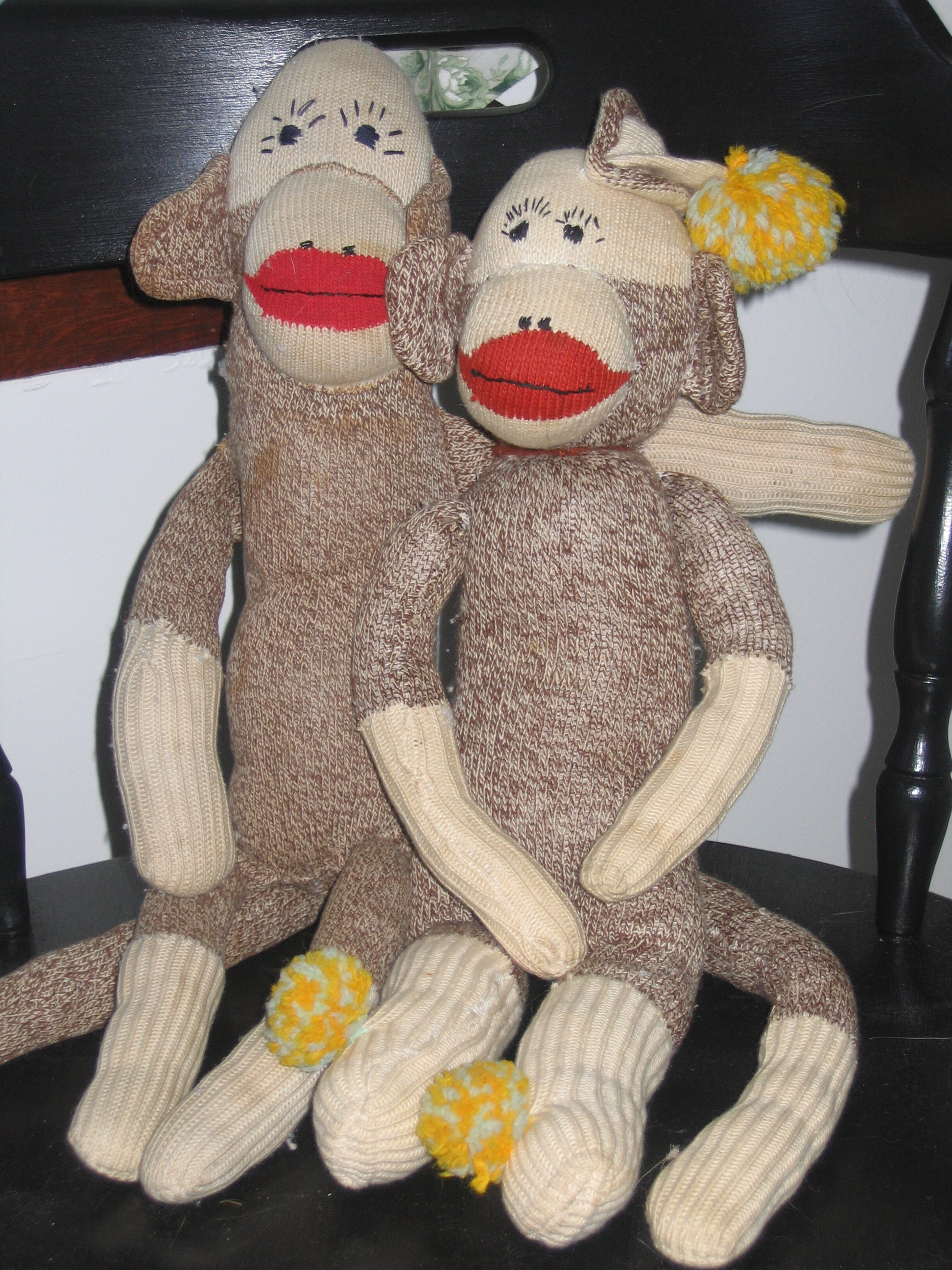
自Great Depression以来，手工制作的sock monkey一直是美国和加拿大文化的一部分。

20世纪初，玩具行业显著扩张。1903年，Richard Steiff设计了一只软毛填充熊，与早期传统的布娃娃不同，因为它是用柔软的毛绒面料制成的。 与此同时，在美国，Morris Michtom受到一幅描绘总统“泰迪”·罗斯福与熊猫幼崽的画作的启发，创造了第一只泰迪熊。 1903年，英国作家Beatrix Potter的角色Peter Rabbit成为第一个被制成专利填充玩具的虚构角色。 填充玩具的受欢迎程度不断增长，德国、英国和美国涌现出众多制造商。 许多人还手工制作自己的填充玩具。例如，sock monkey起源于父母在大萧条期间将旧袜子变成玩具的做法。
1921年，A. A. Milne在伦敦的Harrods百货公司为他的儿子Christopher Robin购买了一只填充玩具，这只玩具后来成为作者创作Winnie-the-Pooh的灵感来源。 1972年，Michael Bond创作的角色Paddington Bear的填充玩具首次由Jeremy Clarkson家族生产，该家族最终将权利出售给伦敦最古老的玩具店Hamleys。 更近期的填充动物系列围绕独特概念创建，例如在2001年推出的Uglydoll，拥有许多可识别的角色和整体风格。
Japan的现代毛绒玩具以kawaii风格而闻名，通常被认为是全球至少从Sanrio的Hello Kitty开始的，其中包括来自Pokémon的Pikachu和Eevee等流行媒体的许多角色，以及San-X公司的Rilakkuma和角色。 还有一种趋势，即日本毛绒玩具的形状类似mochi。

## 生产

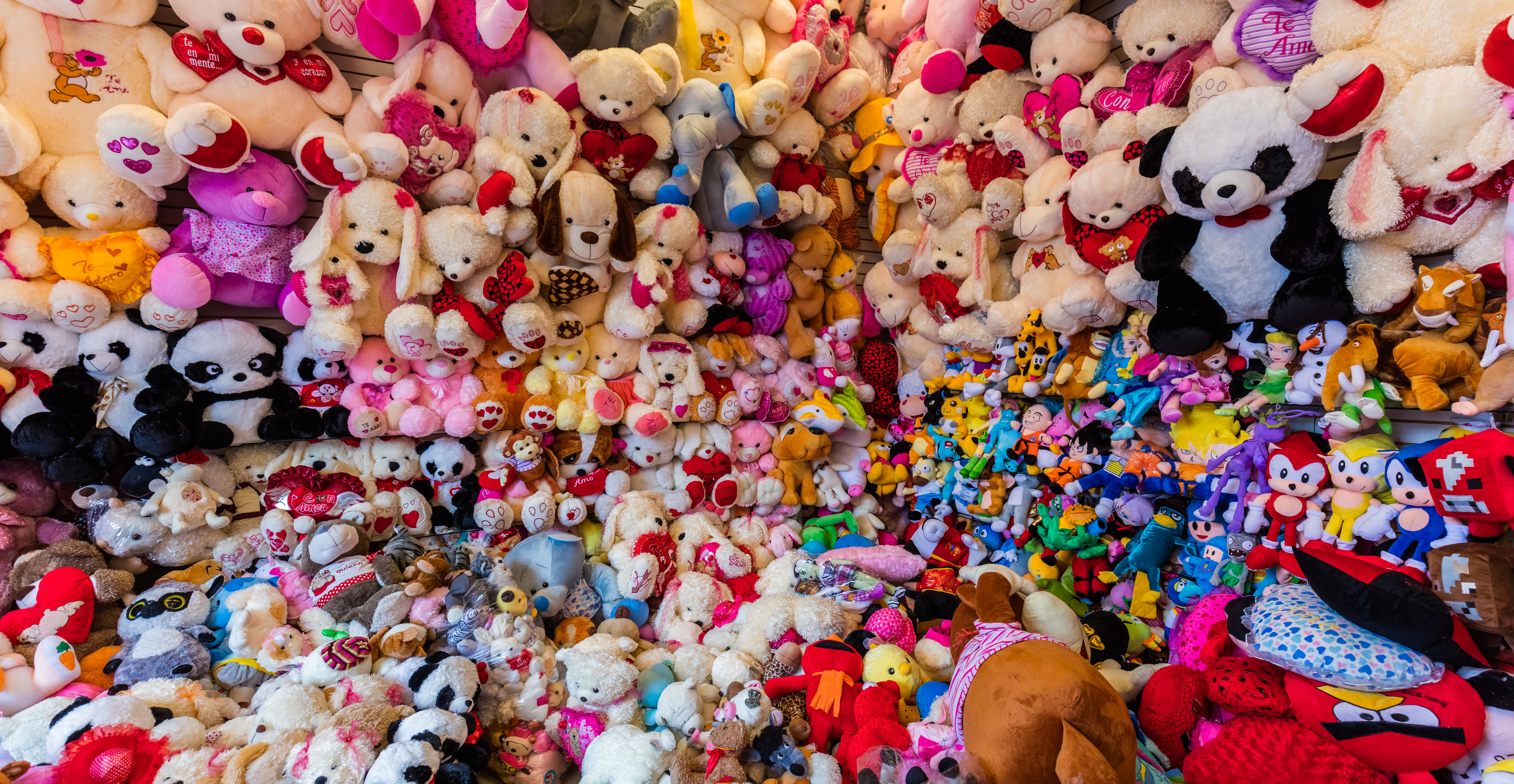
在秘鲁利马的泰迪熊商店

填充玩具由各种材料制成。最早的填充玩具是用毡毯、天鹅绒或羊毛制成的，内部填充稻草、马毛或锯末。 第二次世界大战后，制造商开始在生产中采用更多的合成材料，并于1954年生产了第一只由易清洗材料制成的泰迪熊。 现代填充玩具通常由外部面料制成，如普通布料、堆绒纺织品（如plush或毛巾布），有时还包括袜子。常见的填充材料包括合成纤维、填充物、棉花、稻草、木屑、塑料颗粒和豆子。一些现代玩具融入了技术，可以移动并与用户互动。
制造商销售两种主要类型的填充玩具：授权的，即角色或其他有授权的属性的玩具，或基本的，即取形于普通动物或其他非有授权的主题。
填充玩具也可以用各种类型的织物或纱线手工制作。例如，amigurumi是一种传统的日本编织或钩针填充玩具，通常具有超大的头部和超小的四肢，看起来kawaii（可爱）。

## 文化影响、营销和收藏
填充玩具是最受欢迎的玩具之一，尤其是对于儿童。它们的用途包括想象力的发挥、安慰对象、展示或收藏，以及作为毕业、疾病、慰问、情人节、圣诞节或生日等场合送给儿童和成年人的礼物。2018年，填充玩具的全球市场估计为7.98十亿美元，预计目标消费者的增长将推动销售增长。

### 风靡

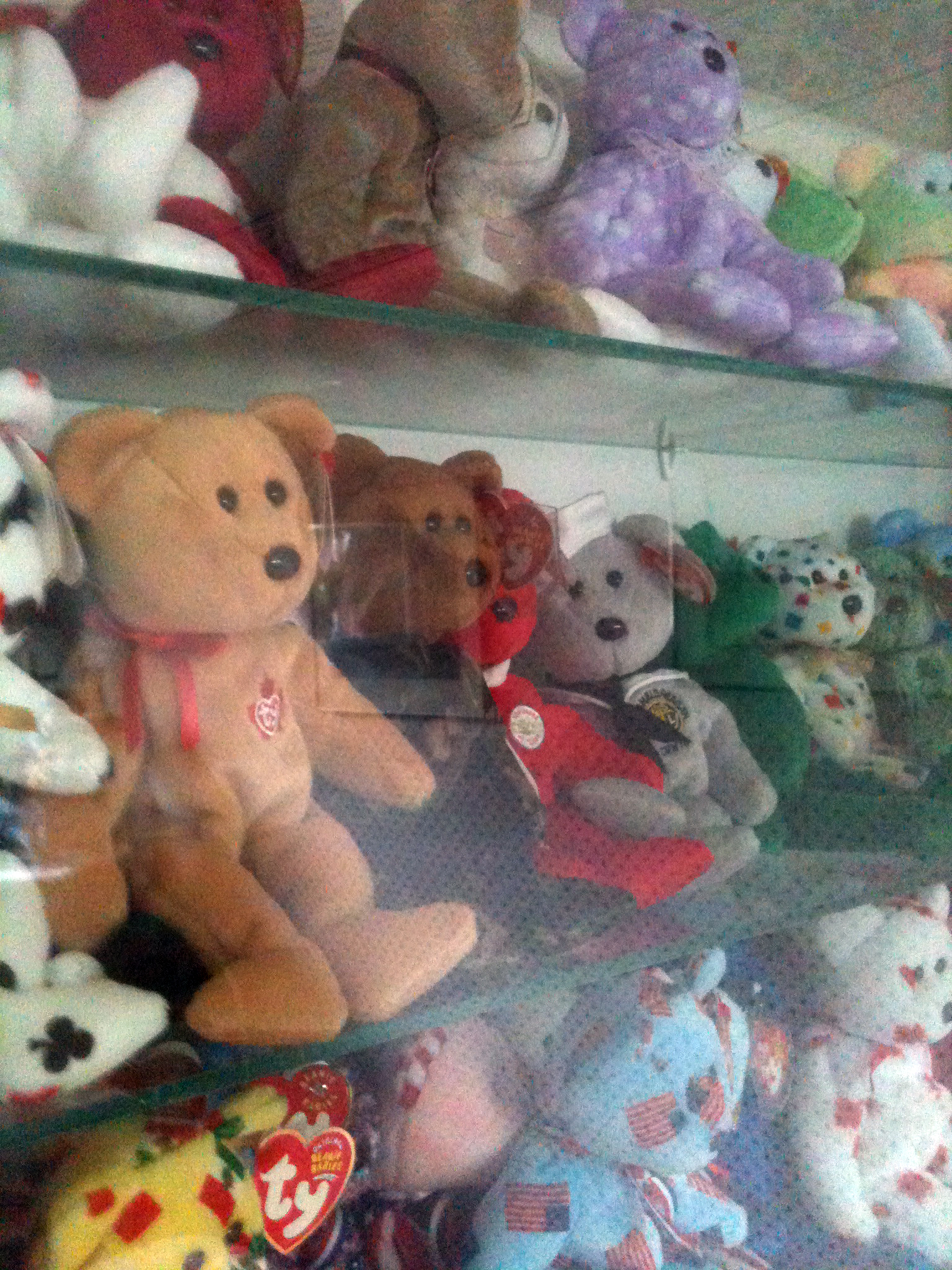
由一名收藏者展示的一些布娃娃

许多填充玩具已经成为推动整个行业的风靡现象。 泰迪熊是一个早期的风靡，迅速发展成为一种文化现象。 近100年后，在1990年代，Ty Warner创造了Beanie Babies，一系列填充有塑料颗粒的动物玩具。这些玩具通过增加需求和鼓励收藏而成为一种风靡。 Pillow Pets是另一个成功的品牌，于2003年推出，2010年至2016年间销售了超过3000万个玩具。
其他近期的风靡涉及与技术配对的玩具。Tickle Me Elmo是一款笑和摇晃的填充玩具，基于芝麻街电视节目中的角色Elmo，于1996年推出并很快受到欢迎，一些人以数百美元购买和转售这款玩具。 这种受欢迎引发了类似的风靡，包括1998年推出的机器人交谈填充玩具Furby和2009年推出的ZhuZhu Pets，一系列机器人填充仓鼠。
互联网也为新的填充玩具风靡提供了机会。2005年，Ganz推出了其Webkinz填充玩具，每个玩具附带一个不同的“秘密代码”，可访问Webkinz World网站和玩具的虚拟版本进行在线游戏。 Webkinz的成功激发了其他填充玩具的创作，其中包括包含解锁数字内容的代码的填充玩具，如以前的虚拟世界迪士尼的Club Penguin和Build-A-Bear Workshop的Build-A-Bearville。2013年，Disney推出了其第一套基于不同Disney角色的Disney Tsum Tsum填充玩具。受到同名应用程序的启发，Tsum Tsums首先在日本发布（这是麻糬形状的填充玩具）后扩展到美国。 更近期的是2021年，Squishmallows作为一种受欢迎的互联网风靡和收藏品登场。

## 註腳
1. ↑  . www.warehouse23.com.   [2019-08-02]. （原始内容存档于2019-08-02）.
2. ↑  . blog.sina.com.cn.   [2012-08-21]. （原始内容存档于2013-10-17）.
3. 1 2 3 4  Soft toys.（2003）。在J. Miller（主编），Miller's antiques encyclopedia（第2版）。Mitchell Beazley。
4. 1 2 3 4  Gary S. Cross. . Harvard University Press. 1999: 93–94. ISBN 9780674030077. （原始内容存档于2016-01-04）.
5. ↑  Sachse, Gretchen. . The Ithaca Journal (Ithaca, New York). 2016-07-28  [2016-08-02]. （原始内容存档于2019-03-22）.
6. ↑  . Library Of Congress.   [2007-12-10]. （原始内容存档于2009-12-05）.
7. ↑  Lanzendorfer, Joy. . Smithsonian. January 31, 2017  [6 October 2022]. （原始内容存档于2022-10-06）.
8. ↑  . peterrabbit.com. （原始内容存档于2012-01-17）.
9. ↑  Boschma, Janie. . The Spectator. 2007-11-05  [2009-07-01]. （原始内容存档于2009-12-18）.
10. ↑  . The Guardian.   [23 April 2023]. （原始内容存档于2024-02-08）. The story of how Winnie-the-Pooh went from a Harrods toy shelf to the home of Christopher Robin and the Hundred Acre Wood is set to be told for the first time, in an official prequel to AA Milne’s original stories.
11. ↑  . . December 2018  [2023-10-04]. Channel 5 (UK). （原始内容存档于2023-12-28）.
12. ↑  . toyassociation.org.   [March 22, 2019]. （原始内容存档于Jun 24, 2012）.
13. ↑  . www.san-x.jp.   [2021-12-31]. （原始内容存档于2021-12-31）.
14. ↑  Jaffé, Deborah. . Sutton Publishing. 2006: 155. ISBN 0-7509-3850-1.
15. ↑  Laliberte, Marissa. . Reader's Digest. 2019  [2020-10-05]. （原始内容存档于2023-05-22） （美国英语）.
16. 1 2 3  Byrne, Christopher. . Business Expert Press. 2013: 14, 62–63.
17. ↑  Mary Beth Temple. . Andrews McMeel. 2009: 40–41  [2010-03-20]. ISBN 978-0-7407-7812-4. Amigurumi.
18. ↑  Mary Belton. . O'Reilly Media. 2006: 41–42  [2010-03-20]. ISBN 978-0-596-52928-4. （原始内容存档于2017-12-28）.
19. ↑  . Grand View Research, Inc.   [11 October 2020]. （原始内容存档于2023-09-25）.
20. ↑  Wickman, Kase. . Vanity Fair (Condé Nast). 2017-08-30  [June 5, 2019]. （原始内容存档于2023-05-04） （英语）.
21. ↑  Getlen, Larry. . New York Post. 2015-02-22  [2020-10-07]. （原始内容存档于2023-12-03） （美国英语）.
22. ↑  Glazer, Joyce A. . San Diego Magazine. 2017-01-31  [2020-10-07]. （原始内容存档于2023-05-22） （英语）.
23. ↑  "Just Tickled" 的存檔，存档日期2014-06-02.. People, January 13, 1997.
24. ↑  . CNN. 1998-10-05  [2007-07-13]. （原始内容存档于2007-06-16）.
25. ↑  Mabrey, Vicki; Janik, Kinga. . ABC News. 2009-11-20. （原始内容存档于November 22, 2009）.
26. ↑  Anderson, Mae. . Denver Post. 2009-11-27  [May 18, 2011]. （原始内容存档于June 29, 2011）.
27. ↑  Pardo, Steve. . The Detroit News. 2007-04-11  [2007-04-23].
28. ↑  Barakat, Matthew. . NBC News. 2007-07-13  [2007-08-20]. （原始内容存档于Jul 14, 2014）.
29. ↑  Walujono, Amanda. . Character Media. 2015-02-26  [2020-10-07]. （原始内容存档于2023-05-23） （美国英语）.
30. ↑  Lorenz, Taylor. . The New York Times. 2021-03-16  [2021-12-30]. ISSN 0362-4331. （原始内容存档于2023-08-16） （美国英语）.